# Моргенштерн, Семён Михайлович
Семён Михайлович Моргенштерн (псевдоним Мишин) (10 января 1922 — 29 июня 1991) — советский фотограф.

## Биография
Окончил школу-коммуну народного комиссариата просвещения № 32 имени Лепешинского. В ранней юности увлекся фотографией, во время Великой Отечественной войны работал внештатным фотокорреспондентом газеты «Красная Звезда». После войны продолжил работу в советской печати. Его фотографии публиковались в различных периодических изданиях, от заводских многотиражек до газет и журналов общесоюзного значения. Значительным этапом в творческой биографии мастера стало заключение договоров о сотрудничестве с Большим театром, Малым театром, театром имени Вахтангова, и Союзцирком. Получив признание своих коллег по цеху, Семён Михайлович вступил в Союз журналистов и в Союз художников-графиков. Одной из главных тем была столица СССР, составленная им фотолетопись Москвы сегодня является уникальным объектом культурно-исторического значения. Умер за рулём автомобиля по дороге в мастерскую. 